# Élections générales manitobaines de 1990
L'élection générale manitobaine de 1990 se déroule le 11 septembre 1990 afin d'élire les députés de l'Assemblée législative du Manitoba. Il s'agit de la 35e élection générale dans cette province du Canada depuis sa création en 1870. Le Parti progressiste-conservateur du Manitoba, dirigé par Gary Filmon remporte les élections législatives de 1990 au Manitoba.

## Résultats
| Parti | Parti                                    | Chef             | # de candidats | Sièges | Sièges | Sièges  | Sièges  | Voix    | Voix    | Voix |
| ----- | ---------------------------------------- | ---------------- | -------------- | ------ | ------ | ------- | ------- | ------- | ------- | ---- |
| Parti | Parti                                    | Chef             | # de candidats | 1988   | Élus   | % Diff. | #       | %       | % Diff. |      |
|       | Progressiste-conservateur                | Gary Filmon      | 57             | 24     | 30     | +25 %   | 206 810 | 28,80 % | +3,62 % |      |
|       | Nouveau Parti démocratique               | Gary Doer        | 57             | 12     | 20     | +66,7 % | 141 328 | 28,80 % | +5,18 % |      |
|       | Libéral                                  | Sharon Carstairs | 57             | 21     | 7      | -66,7 % | 138 147 | 28,15 % | -7,37 % |      |
|       | Confederation of Regions Party of Canada | Irene Armishaw   | 5              | -      | -      | -       | 1 564   | 0,32 %  | -       |      |
|       | Western Independence Party of Manitoba   | Fred Cameron     | 6              | -      | -      | -       | 1 355   | 0,28 %  | -       |      |
|       | Progressive Party of Manitoba            | Sidney Green     | 5              | -      | -      | -       | 1 163   | 0,24 %  | -       |      |
|       | Parti libertarien du Manitoba            | Clancy Smith     | 5              | -      | -      | -       | 637     | 0,13 %  | -       |      |
|       | Parti communiste du Canada               | Frank Goldspink  | 1              | -      | -      | -       | 25      | 0,00 %  | -       |      |
|       |                                          |                  |                |        |        |         |         |         |         |      |
| Total | Total                                    | Total            | 198            | 57     | 57     | -       | 490 690 | 100 %   |         |      |

## Source
- (en) Cet article est partiellement ou en totalité issu de l’article de Wikipédia en anglais intitulé « Manitoba general election, 1990 » (voir la liste des auteurs).